# アッセンズ (デンマーク)
アッセンズ（Assens [ˈæsn̩s]）は、デンマークの都市。人口6050人（2022年）。フュン島西部に位置し、小ベルト海峡に面する。アッセンズは南デンマーク地域のアッセンズ地方自治体に属する。

## アッセンズ出身の人物
- Jens Adolf Jerichau：彫刻家
- John Eriksen：サッカー選手